# Classiculales
Classiculales är en ordning av svampar. Classiculales ingår i klassen Classiculomycetes, divisionen basidiesvampar och riket svampar.
| Classiculales | \| \| Classiculaceae \| \| \| \| |
|               | \| \| Classiculaceae \| \| \| \| |
|               | Classiculaceae                   |
|               |                                  |

|  | Classiculaceae |
|  |                |